# フォトゥ・ロコトゥイ
フォトゥ・ロコトゥイ（Fotu Lokotui、1996年3月19日 - ）は、プロD2SUアジャンに所属するラグビー選手。

## プロフィール
- トンガ・ロンゴテメ出身[1]。
- ポジションはフランカー(FL)。
- 身長 178cm、体重 108kg
- トンガ代表キャップは13(2020年12月現在）でラグビーワールドカップ2019のトンガ代表に選ばれた[2]。

## 略歴
サモア・カギファ、カウンティーズ・マヌカウ、ドンカスター・ナイツを経て、2020年、グラスゴー・ウォリアーズに加入。
2021年、SUアジャンに加入。